# 2015년 코파 아메리카 선수 명단
2015년 코파 아메리카는 2015년 6월 11일부터 7월 4일까지 칠레에서 개최되는 국제 축구 대회이다. 본선에 진출한 12개 국가대표팀들은 22명, 골키퍼가 3명일 경우 23명까지 구성된 선수 명단을 등록해야 하며 이 선수 명단에 포함된 선수들만 대회에 참가할 수 있다. 각 국가대표팀은 1번부터 23번까지 마크되어 있다.

## B조

### 아르헨티나
- 마리아노 안두하르는 토너먼트 도중 오른손 골절상으로 인해 대표팀에서 하차하였다. 2015년 6월 22일 아르헨티나 축구 협회는 마리아노 안두하르가 있던 자리를 아구스틴 마르체신으로 대체하였다.[1]